# Propaganda di guerra (francobolli)

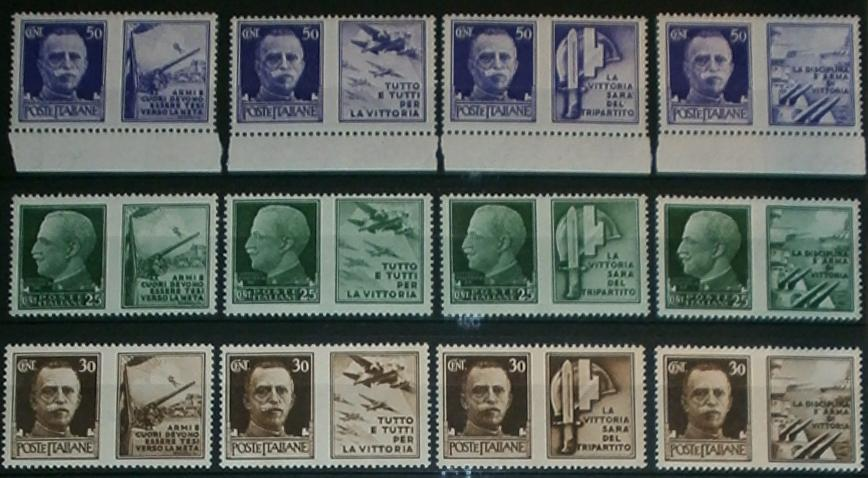
La serie completa.

I francobolli di Propaganda di Guerra sono stati emessi nel 1940 a scopo propagandistico per il sostegno dello sforzo bellico del Regno d'Italia durante la seconda guerra mondiale.
I francobolli da 25 centesimi (di colore verde), 30 centesimi (di colore bruno) e 50 centesimi (di colore viola) sono stati riprodotti affiancando l'effigie di Vittorio Emanuele III, ripresa dalla Serie Imperiale, a quattro diverse vignette:
- la prima vignetta è dedicata alla Regia Marina e riporta la scritta "la disciplina è arma di vittoria";
- la seconda vignetta è dedicata al Regio Esercito e riporta la scritta "armi e cuori devono essere tesi verso la meta";
- la terza vignetta è dedicata alla Regia Aeronautica e riporta la scritta "tutto e tutti per la vittoria";
- la quarta e ultima vignetta è infine dedicata alla milizia e riporta la scritta "la vittoria sarà del tripartito" con ovvio riferimento al patto tripartito.

Sono stati inoltre emessi sempre nel 1942 anche dei francobolli di posta aerea da 50 cent (bruno), 1 lira (viola) e 2 lire (azzurro) con appendici di propaganda bellica.
L'uso di questi francobolli si è protratto anche durante la R.S.I. e la luogotenenza di Umberto II.
Tutti i francobolli sono stati stampati in rotocalco in fogli da 50(x4).